# Regno di Finlandia (1742)
Il tentativo di creare un Regno di Finlandia nel 1742 costituisce un piccolo capitolo della storia della Finlandia. A seguito dell'occupazione russa del territorio finlandese nell'ambito della guerra tra Russia e Svezia (1741–1743) e vaghe promesse di rendere il Paese indipendente, i finlandesi elessero il duca Pietro di Holstein-Gottorp come re di Finlandia. La situazione politica, fece però terminare presto questo regno.

## Scenario

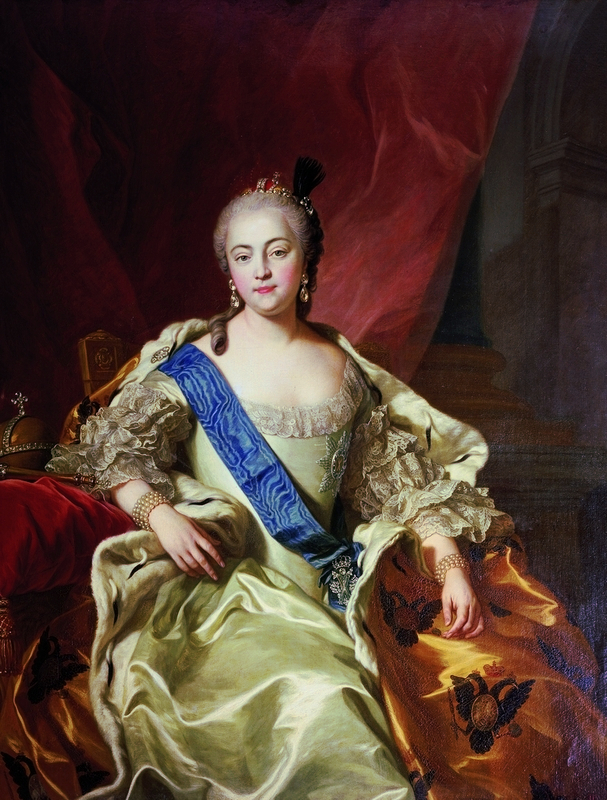
La zarina Elisabetta, autrice della creazione del Regno di Finlandia.

Quando la controffensiva russa nella guerra russo-svedese (1741–1743) iniziò nel marzo 1742, la zarina Elisabetta di Russia si presentò ai finlandesi (che continuavano a sottostare al giogo svedese) con una dichiarazione che rendeva la Finlandia indipendente qualora essi non si fossero opposti alle truppe russe. Al momento il cancelliere Aleksej Petrovič Bestužev-Rjumin caldeggiò l'idea di uno stato indipendente tra Russia e Svezia. Dal luglio 1742, la Russia occupò ben presto tutta la Finlandia, non incontrando alcuna resistenza.

## Lantdagdi Turku
Il generale James Keith, un mercenario scozzese che si preoccupò dell'occupazione russa del sud della Finlandia, creò un lantdag (protettorato) a Turku l'8 ottobre 1742. Il governo diretto di questa città, consentì ai russi di instaurarvi una nobiltà ed una borghesia autonomi.

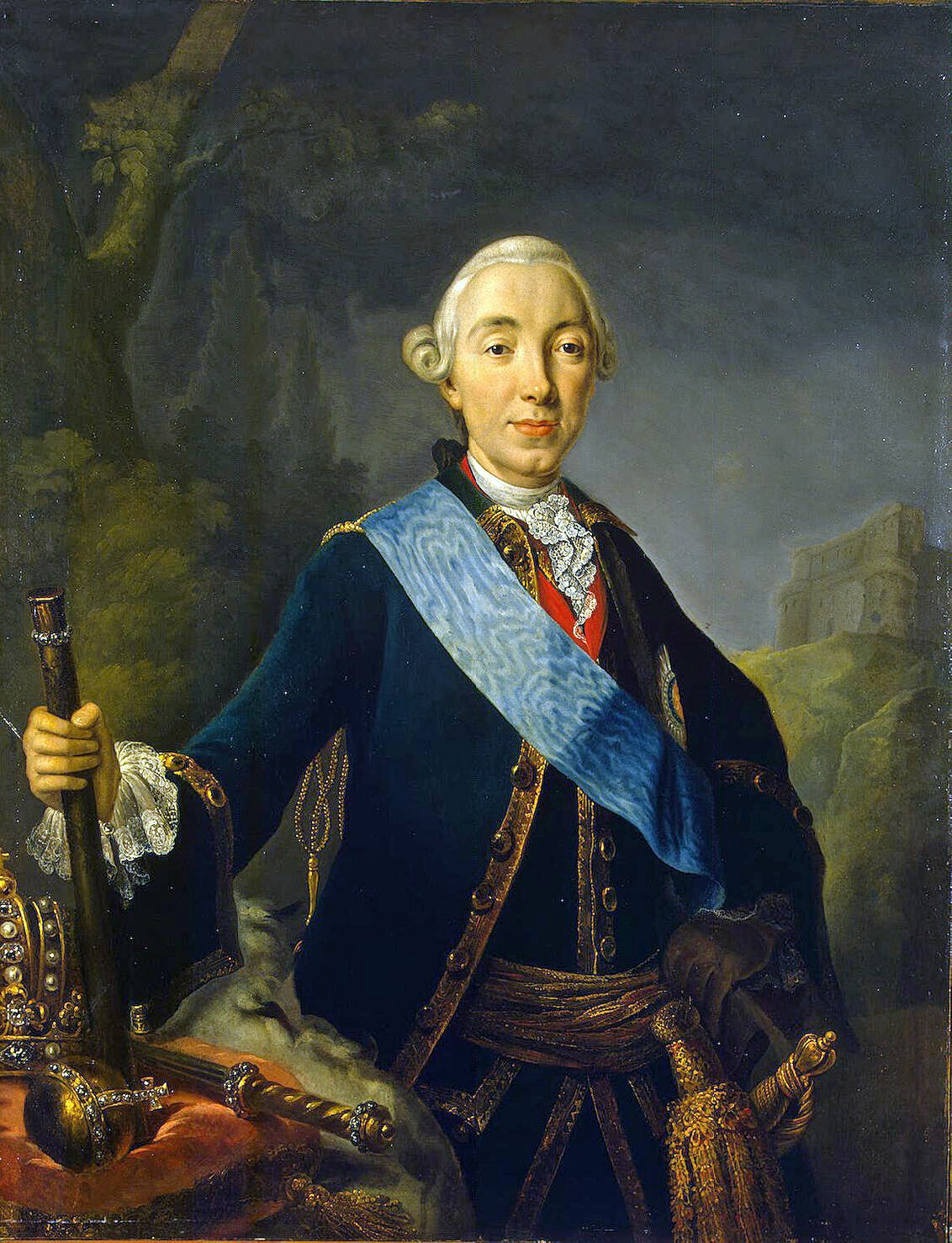
Il duca Pietro di Holstein-Gottorp.

Incoraggiati dalla precedente promessa d'indipendenza, dall'amichevole occupazione e dell'apparente affidabilità dei russi, i finlandesi presentarono al generale la decisione di chiedere al duca Pietro di Holstein-Gottorp di accettare l'elezione a re di Finlandia.
Allo stesso il Riksdag (parlamento del regno) si era riunito a Stoccolma, cercando di risolvere la situazione politica. Dal momento che Federico I si trovava senza alcun erede apparente, il parlamento svedese decise di utilizzare la causa della corona per future contrattazioni, scegliendo lo stesso duca come il successivo re di Svezia.
Il duca Pietro di Holstein-Gottorp era il parente più stretto di Carlo XII di Svezia (era il suo pronipote). Egli era molto popolare tra i contadini svedesi sebbene fosse appena quattordicenne, tedesco e non avesse mai visto la Svezia. Ciò che maggiormente contribuì alla sua popolarità era forse il fatto che egli era il nipote della zarina Elisabetta, e questo avrebbe assicurato alla nazione un lungo periodo di pace. Già nel luglio del 1742 un gruppo di rappresentanti finlandesi aveva richiesto il duca come re di Finlandia.
La situazione politica, però si faceva sempre più tesa in quanto l'imperatrice di Russia non era intenzionata a fare della Finlandia uno stato indipendente, ma aveva la chiara intenzione di annetterlo alla Russia. Inoltre, dal momento che ella stessa si trovava senza un erede, Pietro di Holstain-Gottorp si trovava ad essere la persona migliore per succedergli al trono. Per questo motivo fu ella stessa ad annullare il processo di elezione del nuovo re di Finlandia e rinunciò per il nipote ai diritti su quel trono.

## Gli eventi successivi
Il disappunto del parlamento finlandese, causò una rivolta contro l'occupazione russa, che comunque non produsse gravi danni all'impero.
In generale gli eventi di Turku terminarono presto in quanto l'occupazione russa fu effimera. Il candidato di Elisabetta, venne successivamente eletto re di Svezia e molti territori passarono alla Russia per concessioni, ma solo per breve tempo. La Svezia rielesse un proprio re e riprese i domini finlandesi che tornarono alla Russia solo settant'anni dopo, nel 1809, con l'istituzione di un granducato affidato alla Russia.